# 酒見俊夫
酒見 俊夫（さけみ としお、1953年（昭和28年）2月27日 - ）は、日本の実業家。西部ガスホールディングス代表取締役会長、日本ガス協会副会長。

## 人物・経歴
福岡県出身。福岡県立福岡高等学校を経て、1975年同志社大学経済学部卒業、西部ガス入社。2002年福岡事業本部福岡西支店長。2003年営業本部お客さまサービス部長。2004年営業統轄本部北九州支社営業開発部長。2006年リビング営業本部営業企画部長。2007年理事リビング営業本部営業企画部長。同年理事リビング営業本部副本部長兼福岡営業部長。2008年理事エネルギー統轄本部リビングエネルギー本部副本部長兼福岡営業部長。同年執行役員エネルギー統轄本部リビングエネルギー本部長兼リビング企画部長。2009年マルタイ代表取締役社長。2011年西部ガス取締役。2013年から西部ガス代表取締役社長を務め、事業の多角化を進めた。2019年西部ガス代表取締役会長。2021年西部ガスホールディングス代表取締役会長。この間、日本ガス協会副会長等も務めた。